# Roberval (Kanada)
Roberval – miasto w Kanadzie, w prowincji Quebec, w regionie Saguenay–Lac-Saint-Jean i MRC Le Domaine-du-Roy. Miasto położone jest nad brzegiem jeziora Saint-Jean. Zostało założone w 1855 roku przez Thomasa Jamme.
Liczba mieszkańców Roberval wynosi 10 544. Język francuski jest językiem ojczystym dla 98,9%, angielski dla 0,3% mieszkańców (2006).